# José Gregorio Monagas (municipalité)
Pour les articles homonymes, voir Monagas.
José Gregorio Monagas est l'une des vingt-et-une municipalités de l'État d'Anzoátegui au Venezuela. Son chef-lieu est Mapire. En 2011, la population s'élève à 17 534 habitants.

## Étymologie
La municipalité est nommée en l'honneur de José Gregorio Monagas, héros de l'indépendance du pays et 10e Président de la République du Venezuela et 1851 à 1855.

## Géographie

### Subdivisions
La municipalité possède cinq paroisses civiles et une parroquia capital, traduite ici par « capitale » (en italiques et suivie d'une astérisque) avec, chacune à sa tête, une capitale (entre parenthèses) :
- Capitale José Gregorio Monagas * (Mapire) ;
- Piar (Santa Cruz del Orinoco) ;
- Santa Clara (Santa Clara) ;
- San Diego de Cabrutica (San Diego de Cabrutica) ;
- Uverito (Uverito) ;
- Zuata (Zuata).